# Antonio Rama García
Antonio Rama García (geboren am 15. August 1982 in A Coruña) ist ein spanischer Handballtrainer.

## Leben
Der im Ortsteil Louro von A Coruña geborene Rama zog mit seiner Familie nach Granollers, als er selbst sechs Jahre alt war. Antonio Rama spielte ab seinem zehnten oder elften Lebensjahr Handball bei Club Balonmano Granollers, er war als Außenspieler eingesetzt.
Im Alter von 17 Jahren macht er eine Trainerausbildung, wurde im Jahr 2013 Assistent von Carlos Viver und im Jahr 2018 Cheftrainer von Fraikin BM Granollers in der Liga Asobal, Spaniens erster Liga.
Antonio Rama spricht Galizisch, Katalanisch und Spanisch.